# Фолл-Лейк (тауншип, Миннесота)
Фолл-Лейк (англ. Fall Lake) — тауншип в округе Лейк, Миннесота, США. На 2000 год его население составило 584 человека.

## География
По данным Бюро переписи населения США площадь тауншипа составляет 1 521,2 км², из которых 1 183,1 км² занимает суша, а 338,1 км² — вода (22,23 %).

## Демография
По данным переписи населения 2000 года здесь находились 584 человека, 280 домохозяйств и 187 семей.  Плотность населения —  0,5 чел./км².  На территории тауншипа расположено 783 постройки со средней плотностью 0,7 построек на один квадратный километр. Расовый состав населения: 98,63 % белых, 0,51 % коренных американцев, 0,68 % азиатов и 0,17 % приходится на две или более других рас. Испанцы или латиноамериканцы любой расы составляли 0,51 % от популяции тауншипа.
Из 280 домохозяйств в 16,1 % воспитывались дети до 18 лет, в 62,1 % проживали супружеские пары, в 2,5 % проживали незамужние женщины и в 33,2 % домохозяйств проживали несемейные люди. 28,9 % домохозяйств состояли из одного человека, при том 13,2 % из — одиноких пожилых людей старше 65 лет. Средний размер домохозяйства — 2,09, а семьи — 2,54 человека.
13,4 % населения — младше 18 лет, 5,8 % — в возрасте от 18 до 24 лет, 20,0 % — от 25 до 44, 40,4 % — от 45 до 64, и 20,4 % — старше 65 лет. Средний возраст — 50 лет. На каждые 100 женщин приходилось 110,8 мужчин.  На каждые 100 женщин старше 18 приходилось 112,6 мужчин.
Средний годовой доход домохозяйства составлял 48 036 долларов, а средний годовой доход семьи —  53 523 доллара. Средний доход мужчин —  39 167 долларов, в то время как у женщин — 31 932. Доход на душу населения составил 24 114 долларов. За чертой бедности находились 7,0 % семей и 6,8 % всего населения тауншипа, из которых 6,8 % младше 18 и 6,5 % старше 65 лет.